# كاتدرائية القديس فرنسيس الأسيزي (العيون)
كاتدرائية القديس فرنسيس الأسيزي (بالإسبانيَّة: Catedral de San Francisco de Asís de El Aaiún؛ بالفرنسيَّة: Cathédrale de Saint François d'Assise) وتُعرف أيضًا باسم الكنيسة الإسبانيَّة، هو الاسم الذي يطلق على المبنى الديني التابع للكنيسة الكاثوليكية وهي بمثابة الكنيسة الكاتدرائية للمحافظة الرسوليَّة للصحراء الغربية (باللاتينيَّة: Praefectura Apostolica de Sahara Occidentali). وتقع الكاتدرائية في مدينة العيون، في الصحراء الغربية، وهي تقع في إقليم محل نزاع بين المغرب والجمهورية العربية الصحراوية الديمقراطية.
وقد بنيت الكنيسة في عام 1954، خلال الوجود الإستعماري الإسباني في الصحراء الأسبانية وصممها المعماري دييغو مينديز، صاحب مشروع «وادي الذين سقطوا» في سان لورنزو دي ش الإسكوريال في إسبانيا. اليوم تعتبر الكاتدرائية مركز العبادة الرئيسي للمجتمع المسيحي في المدينة، والمتألف بغالبيته من بقايا المجتمع الإسباني الصغير الذي لا يزال يقيم في المدينة، إلى جانب أفراد نشطين من بعثة الأمم المتحدة في البلاد.